# Yversay

Yversay este o comună în departamentul Vienne, Franța. În 2009 avea o populație de 265 de locuitori.